# Jacques Barcat
Jacques-Louis Barcat (Parijs, 1877 – Le Mans, 1 december 1955) was een Frans kunstschilder die bekendstond om zijn naturalistische schilderijen en (familie)portretten.  Hij was een leerling van Jean-Léon Gérôme en Gabriel Ferrier. Als lid van de Société des Artistes Français, nam hij onder meer deel aan de tentoonstellingen (Salons) van 1905 tot 1936. Barcat was vooral werkzaam in Parijs en Le Mans.

## Biografie

### Jeugd en opleiding
Barcat werd geboren in 1877 in Parijs als zoon van Emile Barcat. Zijn moeder was van Duitse afkomst. Hij groeide op in een bescheiden gezin. Zijn vader, een bakker, overleed op 47-jarige leeftijd en liet een vrouw en vier kinderen na. Barcat was toen 13 jaar. In 1895 eerde hij zijn overleden vader met een portrettekening.

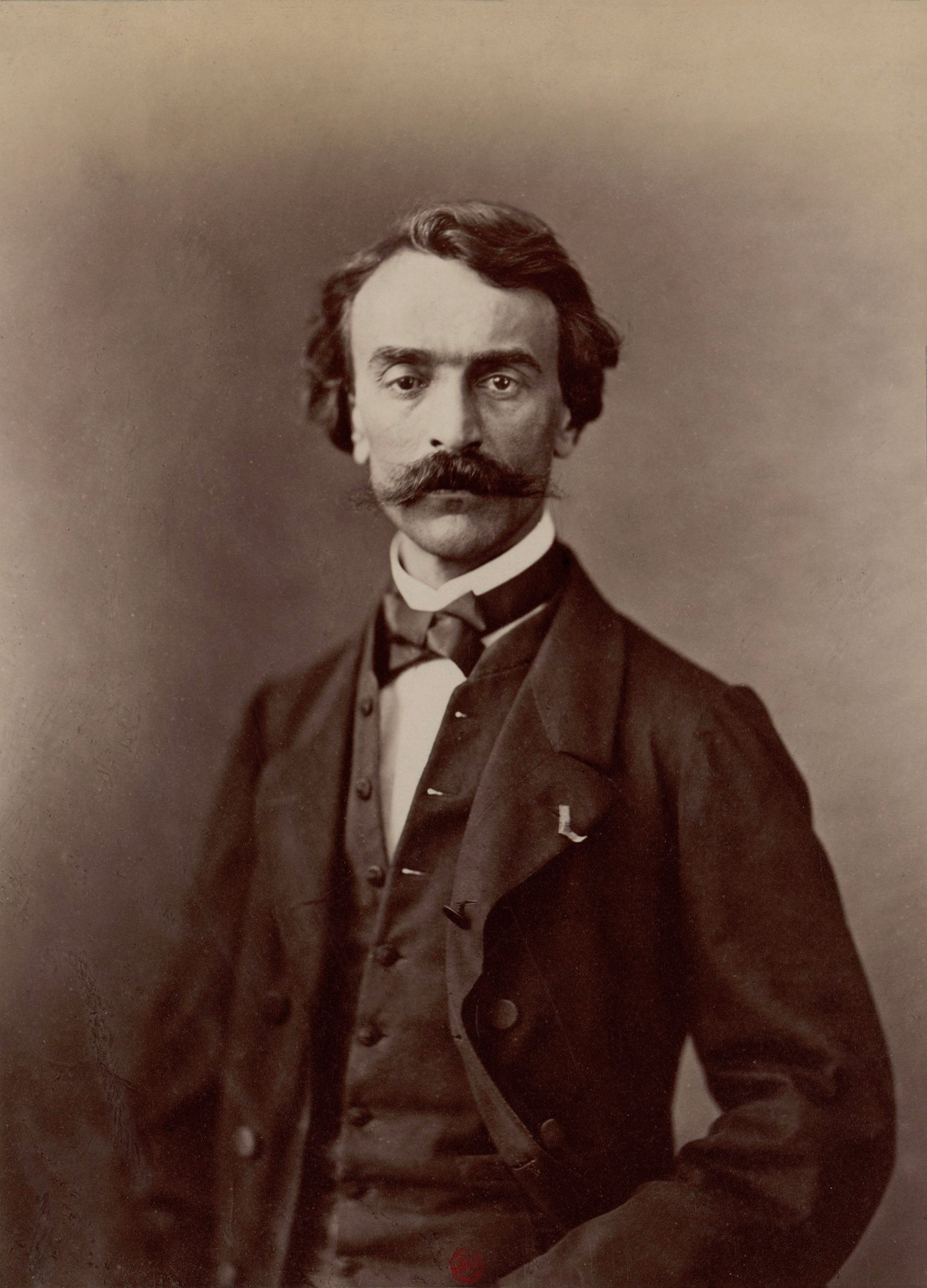
Portret van Jean-Léon Gérôme, leermeester van Barcat, ca. 1900, door Nadar, Bibliothèque nationale de France, Parijs

Tijdens zijn jeugdjaren bleek dat Barcat over een groot tekentalent beschikte. Hij kreeg een studiebeurs en kon in Parijs zijn teken- en schildertalent verder ontwikkelen in zijn geboortestad. Hij volgde lessen aan de École des Beaux-Arts in Parijs. Jacques Barcat studeerde er onder leiding van Jean-Léon Gérôme wiens perfectionistische academische onderwijs een uitstekende artistieke opleiding was. Barcat kreeg verder ook les van kunstschilders als Gustave Courtois, Gabriel Ferrier, Ernest Hébert, William Bouguereau en Raphäel Collin. Barcat bracht veel tijd door in Gabriel Ferrier’s studeerkamer aan de École des Beaux-Arts.
Barcat moest zijn studies aan de academie echter opschorten vanwege het vervullen van zijn Dienstplicht. In het leger had hij de rang van korporaal en werkte hij als secretaris. Na zijn legerdienst rondde hij zijn academische kunstopleiding af. 

### Oeuvre
Barcat is vooral bekend om zijn subtiele, intimistische familieportretten en familiescènes. 

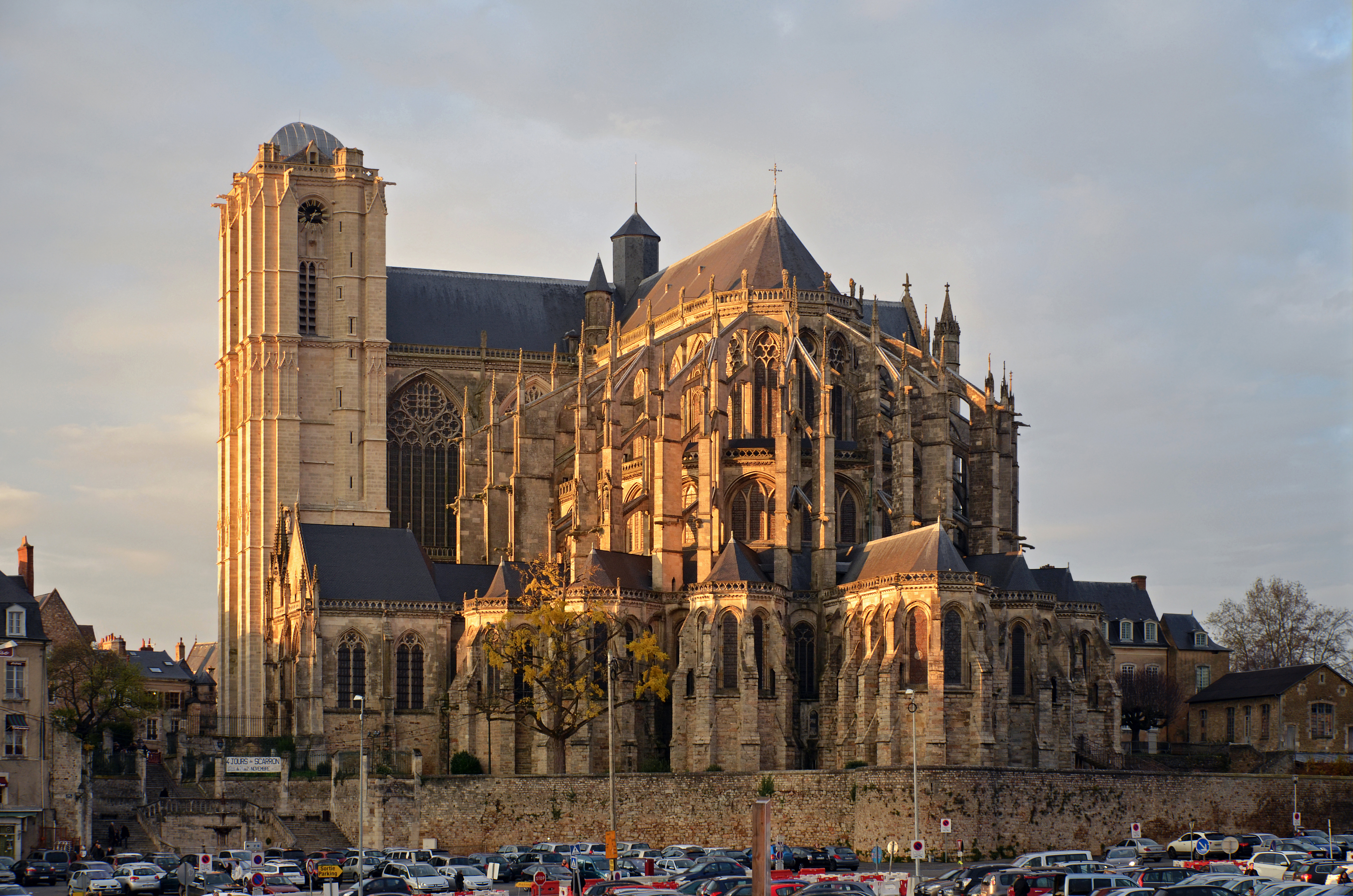
Kathedraal van Le Mans, regelmatig geschilderd door Barcat

Zijn oeuvre is divers en omvat ook portretschilderijen, landschapsschilderijen en stillevens. Hij schilderde onder meer de straten van de oude wijk van Le Mans, de Kathedraal van Le Mans, de Couture-kerk en vele landschappen in Le Mans. Barcat maakte veel zelfportretten en portretschilderijen van familieleden, zoals van zijn kinderen, zijn vrouw en zijn schoonvader Etienne Stanislas Virette (een voormalige burgemeester van de gemeente La Ferté-Bernard in 1882-1888).
Vanaf 1903 verwierf Barcat almaar meer klanten die bij hem (portret)schilderijen kwamen bestellen. Dit resulteerde in portretschilderijen van militairen en religieuze figuren zoals Mère Yvonne-Aimée de Malestroit.

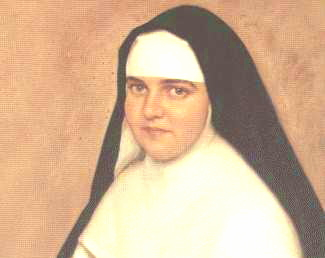
mère Yvonne-Aimée de Jésus

Zijn schilderij Musée de Cluny, chambre de François 1er (1909), een groot olieverfwerk op doek, behaalde in 1910 de Eerste Prijs van de Algemene Raad van de Seine. Het schilderij stelt een licht donkere kamer voor waar Frans I van Frankrijk verbleef toen hij zijn gasten bezocht in het middeleeuwse hotel van Cluny in Parijs.

### Stijl en techniek
Barcat was een volledig naturalistisch schilder. "Schilder of teken wat je ziet", was zijn motto. Hij probeerde de natuur natuurgetrouw weer te geven, met grote precisie en aandacht voor detail. Hij beheerste veel technieken, zoals tekenen met potlood, houtskooltekenen, de gouache, maar het grootste deel van zijn werken zijn olieverfschilderijen op canvas. Zijn grote voorbeelden in de schilderkunst waren Rembrandt van Rijn, Théodore Géricault en Diego Velázquez.

### Tentoonstellingen
Tijdens het Salon d'Automne (Salon des Artistes Français) van 1905 stelde Barcat voor het eerst een schilderij tentoon: het portret van de chemicus L’Hôte. Hij stelde elk jaar zijn werken tentoon op het Salon tot 1936.
In 1911 kreeg zijn werk La petite fille au piano (1910) een eervolle vermelding tijdens de tentoonstelling ervan op het Salon. Op het Salon van 1913 stelt Barcat het werk La brodeuse ou Alice cousant (1913) tentoon. Het betreft een interieurscène, waarop zijn vrouw Alice al naaiend wordt voorgesteld. De twee schilderijen die aan de muur hangen op de achtergrond van het schilderij zijn tevens van Barcat.
Zijn werken werden tevens tentoongesteld op de Salons des Indépendants, Salon des Tuileries, Salon d'Automne, het Salon des Artistes Rouennais en het Musée des Beaux-Arts de Rouen.
In 2005 werd een tentoonstelling van het werk van Jacques Barcat gehouden in het Musée de Tessé in Le Mans.
In 2020 vond een tentoonstelling plaats in L’Art’elier in Sainte-Suzanne-et-Chammes met onder meer werken van Barcat.

### Geselecteerde werken
- “Portret van Emile Barcat” (1895) - tekening
- “Zelfportret in militair uniform” (1898) - olieverfschilderij
- “Le portrait de la Nouvelle Orléans dans son cadre” (1903) – olieverfschilderij (114 x 88 cm)
- “Portrait du chimiste L'hôte” (1905) – eerste tentoongestelde werk
- “Portrait d'Alice au pastel” (1906) – pastelkleurig portretschilderij (27 x 31 cm)
- “Portraits de Monsieur et Madame Virette” (1907) – olieverfschilderijen (46 x 55 cm)
- “Intérieur de cuisine” (1909) – olieverfschilderij – tentoongesteld op het Salon des Artistes Français in 1909
- “Le réveil de Jeannette” (1909) – tentoongesteld op het Salon des Artistes Français in 1910
- “Musée de Cluny, chambre de François 1er” (1909) – olieverfschilderij (90 x 73 cm) - Eerste Prijs van de Algemene Raad van de Seine in 1910
- “L'Hôtel d'Argouges” - Musée de Tessé in Mans
- “Le réveil de Jeannette” (1909) - tentoongesteld op het Salon des Artistes Français in 1910
- “Le bain de Jeannette” (1909) – olieverfschilderij (100 x 70 cm), tentoongesteld op het Salon des Artistes Français in 1910[20]
- “La petite fille au piano” (1910) – olieverfschilderij (117 x 90 cm), tentoongesteld op het Salon van 1911
- “La Lettre” (1912) – grootste olieverfschilderij van Barcat (196 x 150 cm), tentoongesteld op het Salon van 1912
- “La brodeuse ou Alice cousant” (1913)
- “L’Attente” (1913) – olieverfschilderij (100 x 80 cm)
- “Jeune mère” (1913) – olieverfschilderij (115 x 89 cm)
- “L'escalier” (1913) – tentoongesteld op het Salon des indépendants in 1914
- “Portrait de Monseigneur Mélisson” – collectie Mazérat
- “Nature morte” (1929) - Musée de Tessé in Mans

### Musea en publieke collecties
- Musée de la Reine-Bérengère
- Musée de Tessé, Le Mans
- Musée national du Moyen Âge - Thermes et hôtel de Cluny
- Collection Maître Mazérat

### Privéleven
Na zijn huwelijk met Alice Peltier in 1905 bleef hij in de omgeving van Parijs wonen. 
Twee jaar na de Eerste Wereldoorlog verhuisde hij met zijn gezin naar Rue Albert Maignan in Le Mans, waar Alice’s ouders woonden. Zijn vrouw, alsook zijn kinderen, vervulden meermaals een hoofdrol in zijn schilderijen. Hij bleef in Le Mans wonen tot zijn dood in 1955.
Het gezin had 6 kinderen: Jacques (1907-1909), Pierre, Jacqueline (1913), Jean (1914), Madeleine (1921) en Anne-Marie (1931-2023). De eerste zoon, Jacques, stierf in 1909 op een leeftijd van 18 maanden door een kinderziekte. 
In 1913 werd zijn dochter Jacqueline geboren. Drie jaar later werd het gezin uitgebreid met een tweede zoon Jean. In 1921 volgde een tweede dochter Madeleine. Een derde dochter Anne-Marie werd geboren in 1931 en was de laatste gezinsuitbreiding.

### Trivia
- In de jaren dertig verbleef Barcat enige tijd in het Agustijnenklooster van Malestroit in Bretagne (Morbihan). In dit klooster maakte hij verschillende werken toen Mère Yvonne Aimée van Jesus daar was. Deze religieuze vrouw heeft Barcat veranderd. Terwijl hij vóór zijn verblijf in het klooster niet gelovig was, bekeerde hij zich plotseling.
- Barcat heeft zijn eigen straat gekregen in Le Mans: rue Jacques Barcat.[23]